# Nery Antonio Cardozo
Nery Antonio Cardozo Escobar (n. Quiindy, Paraguay; 26 de mayo de 1989) es un futbolista paraguayo, juega como delantero y actualmente defiende los colores del Cristóbal Colón (JAS) de la Tercera División.

## Clubes
| Club                        | País      | Año     |
| --------------------------- | --------- | ------- |
| Atlético Tembetary          | Paraguay  | 2005-06 |
| Rubio Ñu                    | Paraguay  | 2007-11 |
| Vikings Stavanger           | Noruega   | 2012    |
| Rubio Ñu                    | Paraguay  | 2013    |
| Olimpia                     | Paraguay  | 2014    |
| Gimnasia y Esgrima La Plata | Argentina | 2014    |
| Rubio Ñu                    | Paraguay  | 2015    |
| Olimpia                     | Paraguay  | 2015-16 |
| Guaraní                     | Paraguay  | 2016-17 |
| Rubio Ñu                    | Paraguay  | 2017    |
| Nacional                    | Paraguay  | 2018    |
| Independiente               | Paraguay  | 2019    |
| Sportivo Trinidense         | Paraguay  | 2021    |
| Libertad Villeta            | Paraguay  | 2024    |
| Cristóbal Colón (JAS)       | Paraguay  | 2024    |

### Participaciones en Copas Nacionales
| Copa               | País     | Resultado     | Partidos | Goles |
| ------------------ | -------- | ------------- | -------- | ----- |
| Copa Paraguay 2018 | Paraguay | Por confirmar | 0        | 0     |

## Palmarés

### Torneos nacionales
| Título                       | Club     | País     | Año  |
| ---------------------------- | -------- | -------- | ---- |
| Segunda División de Paraguay | Rubio Ñu | Paraguay | 2008 |
| Torneo Clausura              | Olimpia  | Paraguay | 2015 |
| Torneo Clausura              | Guarani  | Paraguay | 2016 |